# Red Stripe (sör)
A Red Stripe egy 4,7% alkoholtartalmú világos, alsó erjesztésű (lager) sör, amelyet a Desnoes & Geddes gyárt Jamaikában. Először 1928-ban készítették el egy Paul H. Geddes és Bill Martindale által kidolgozott recept alapján. Hollandiában is főzi a Heineken. 1993-ban a Guinness Brewing Worldwide (jelenleg Diageo) részesedést szerzett a Desnoes & Geddes-ben, és számos piacon átvette a nemzetközi terjesztést. 2015-ben a Heineken megvásárolta a Diageo részesedését, és ajánlatot tett a nem saját kézben lévő részvényekre is.

## Története
A Red Stripe-ot az 1930-as évek elején először az amerikai Illinois állambeli Galenában gyártotta a Kyle Todd. A cég pénzügyi gondokkal szembesülve eladta a receptet brit befektetőknek. A befektetők útján került  a márka és a recept Jamaikába. A Red Stripe-ot licenc alapján az gyártotta az Egyesült Királyságban a Desnoes & Geddes a bedfordi Charles Wells sörfőzdékben, 1976-tól 2014-ig, amikor a Diageo alternatív üzleti megállapodásokat kötött.
1985-ben a márkát először a Kyle Todd importálta az Egyesült Államokba. 1993-ban a Desnoes & Geddes Limited 51 százalékos tulajdoni hányadát a Guinness Brewing Worldwide (jelenleg Diageo) vásárolta meg. Ez a felvásárlás jelentősen növelte a Red Stripe és a Dragon Stout sörök nemzetközi forgalmát. Új Red Stripe Light sör is került hozzá, amelyet Jamaikában főznek és palackoznak.

## Reklámokban
Észak-Amerikában egy 2001-ben elindított televíziós reklámkampányban Dorrel Salmon komikus felvételt játszott egy jamaicai férfival, a „Hurrá, sör!” felirat variációinak felhasználásával. Az Egyesült Királyságban a reklámkampány ment a „könnyű jamaicai sör hangulat"-tal, olyan jelszavakkal, mint a „könnyű most”.

## A populáris kultúrában
A Red Stripe szerepelt a Denzel Washington főszereplésével fogatott 1989-es Rátarti Quinn, a karibi rendőrfőnök című filmben, mely a Karib-térségben játszódik. A Red Stripe szerepelt az 1993-as A cég című filmben, Tom Cruise főszereplésével.

## Szponzorálás
A Red Stripe a jamaikai bobválogatott időszakos szponzora volt. 2018 februárjában a jamaicai olimpiai női bobválogatott gondjait követően a Red Stripe az utolsó pillanatban lépett be, hogy szponzoráljon egy új bobot, hogy a csapat a tervek szerint versenyezhessen a 2018-as phjongcshangi téli olimpián. Egyéb jelentős sporttámogatási tevékenységek között szerepelt a 2007-es krikett-világbajnokság karibi regionális szponzoraként vállalt elkötelezettség, valamint a jamaicai labdarúgó-szövetség iránti 100 millió dolláros támogatási kötelezettségvállalás a nemzeti csapat 2010-es FIFA-világbajnokság regionális kvalifikációs erőfeszítéseinek támogatására.
A Red Stripe 2007-ben Jonny Kirkham márkamenedzser irányításával kampányt indított az Egyesült Királyságban, hogy támogassa a legújabb zenéket az olyan események szponzorálásával, mint a Camden Crawl és a The Great Escape fesztiválok, valamint számos ingyenes zenei esemény megrendezésével. Ennek a promóciós stratégiának a támogatása érdekében 2007 és 2010 között kezdeményezték a Red Stripe Music Awards díjátadót. A díj nyertesei között volt a The Runners, Ben Howard, Klaus Says Buy The Record és The Laurel Collective, míg a bírák között olyan zenészek voltak, mint Guy Garvey, zenei újságírók és a Red Stripe márkaképviselői. Ennek eredményeként a márkaeladások jelentősen növekedtek, a Red Stripe elérhetővé vált Camden, Manchester, Glasgow, Brighton és az Egyesült Királyság legfontosabb zenei helyszínein. Továbbá a Red Stripe továbbra is a Notting Hill karnevál nem hivatalos sörének számít 1976 óta.
A Red Stripe Light szintén hivatalos sörkategóriás főszponzor a 2010-es Zwack Air Hockey Világbajnokságra, amelyet 2010 júliusában rendeztek a texasi Houstonban.

## Fordítás
- Ez a szócikk részben vagy egészben  a   Red Stripe című angol Wikipédia-szócikk ezen változatának fordításán alapul.  Az eredeti cikk szerkesztőit annak laptörténete sorolja fel. Ez a jelzés csupán a megfogalmazás eredetét és a szerzői jogokat jelzi, nem szolgál a cikkben szereplő információk forrásmegjelöléseként.